# Daron Acemoglu
Kamer Daron Acemoğlu (turecky: [daˈɾon aˈdʒemoːɫu]; * 3. září 1967, Istanbul) je turecko-americký ekonom arménského původu, který od roku 1993 vyučuje na Massachusettském technologickém institutu (MIT), kde v současnosti působí jako profesor ekonomie a kde byl v roce 2019 jmenován profesorem institutu. V roce 2005 obdržel medaili Johna Bates Clarka a v roce 2024 Nobelovu cenu za ekonomii.
Acemoglu se v průzkumu mezi americkými ekonomy v roce 2011 v seznamu „oblíbených žijících ekonomů mladších 60 let“ umístil na třetím místě za Paulem Krugmanem a Gregem Mankiwem. V roce 2015 byl na základě údajů Research Papers in Economics (RePEc) jmenován nejcitovanějším ekonomem za posledních 10 let. Podle projektu Open Syllabus Project je třetím nejčastěji citovaným autorem ve vysokoškolských osnovách kurzů ekonomie po Gregu Mankiwovi a Paulu Krugmanovi.
V roce 2024 získali Acemoglu, James A. Robinson a Simon Johnson Nobelovu pamětní cenu za ekonomii za srovnávací studie prosperity mezi státy a říšemi.

## Mládí a osobní život
Kamer Daron Acemoğlu se narodil v Istanbulu arménským rodičům 3. září 1967. Jeho otec, Kevork Acemoglu (1938–1988), byl komerční právník a přednášející na Istanbulské univerzitě. Jeho matka, Irma Acemoglu († 1991), byla ředitelkou Aramyan Uncuyan, arménské základní školy v Kadıköy, kterou navštěvoval. V roce 1986 maturoval na Galatasaray Litesi. O politiku a ekonomiku se začal zajímat už jako teenager. Vzdělání získal na Univerzitě v Yorku, kde v roce 1989 získal titul BA v oboru ekonomie, a na London School of Economics (LSE), kde v roce 1990 získal titul MSc z ekonometrie a matematické ekonomie. V roce 1992 získal doktorát z ekonomie. Jeho doktorská práce nesla název Essays in Microfundations of Macroeconomics: Contracts and Economic Performance (česky: Eseje z mikrofundací makroekonomie: Smlouvy a ekonomická výkonnost). Vedoucím jeho disertační práce byl Kevin W. S. Roberts. James Malcomson, jeden z jeho doktorandů na LSE, řekl, že i ty nejslabší tři ze sedmi kapitol jeho práce byly „více než dostatečné pro udělení titulu PhD“. Arnold Kling ho nazval zázračným dítětem kvůli věku, ve kterém získal doktorát (25 let).
Acemoglu je naturalizovaným občanem USA. Hovoří plynně anglicky a turecky a mluví částečně arménsky. Je ženatý s Asuman „Asu“ Özdağlarovou, profesorkou elektrotechniky a informatiky na MIT, která je dcerou İsmaila Özdağlara, bývalého ministra turecké vlády. K roku 2015 žili v Newtonu v Massachusetts se svými dvěma syny, Ardou a Arasem.

## Politická angažovanost

### Turecko

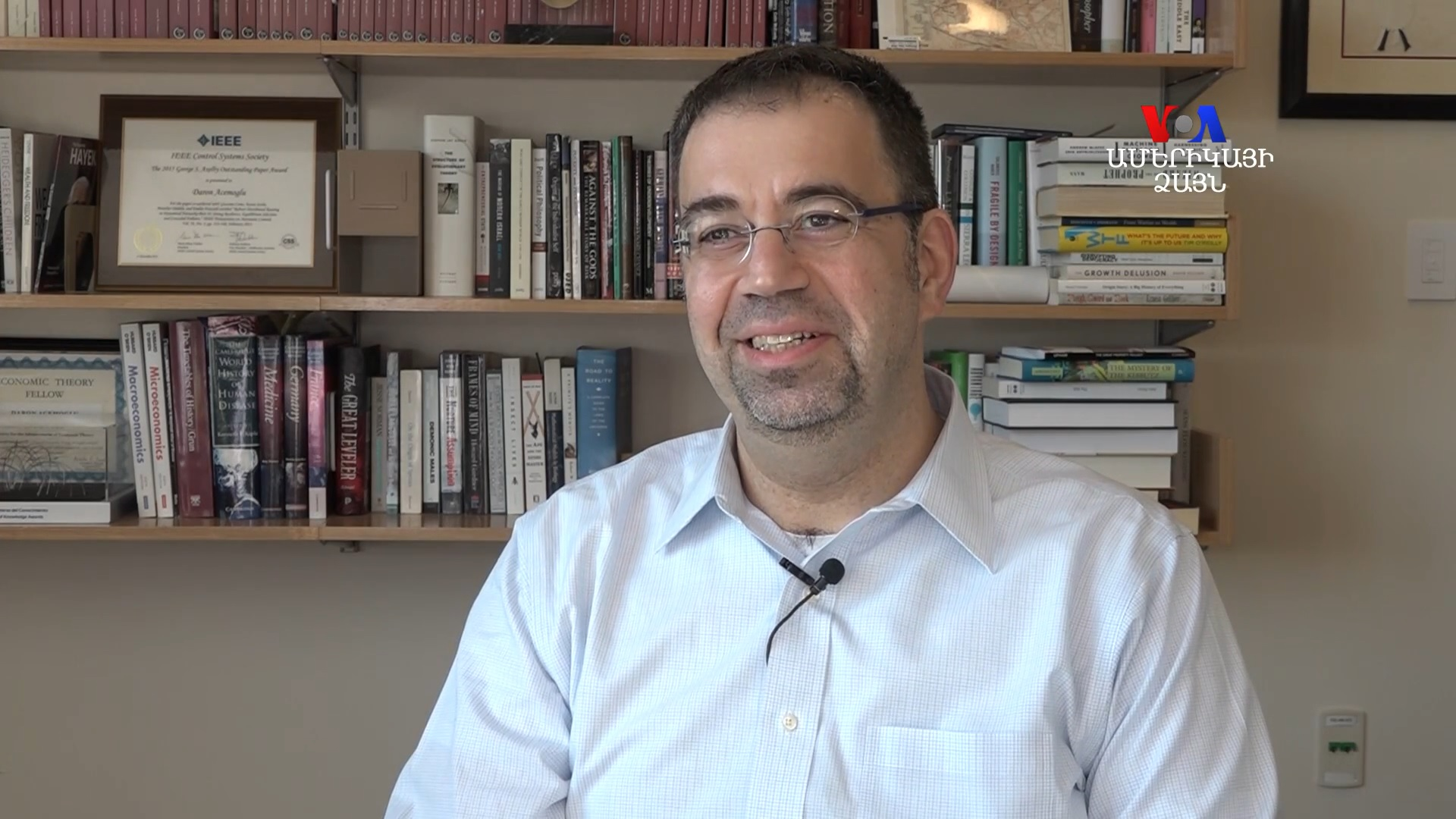
Acemoglu v roce 2018

V březnu 2011 turecký ministr zahraničí Ahmet Davutoğlu nabídl jmenovat Acemoglua stálým zástupcem Turecka v OECD v Paříži, což byl post, který odmítl, aby mohl pokračovat ve své akademické kariéře.
Acemoglu se v říjnu 2022 setkal s Kemalem Kılıçdaroğlu, vůdcem opoziční Republikánské lidové strany (CHP). V prosinci 2022 jej Kılıçdaroğlu jmenoval svým ekonomickým poradcem. Pro-Erdoganovy kruhy tento krok kritizovaly. Jeden provládní publicista řekl: „Armén Daron Acemoğlu, chválený FETÖ, připravil Kılıçdaroğluův program vize (připomínající jeho vlastní kořeny).“ Profesor financí Özgür Demirtaş se v reakci Acemoglua zastal. „Tento tweet je rasistický i troufalý. Vliv Darona Acemoğlua na světové profesory ekonomie a financí je větší než počet buněk ve vašem těle. Je hrozné, že takhle mluvíte o profesorovi, na kterého jsme hrdí a který směřuje k získání Nobelovy ceny.“ Yeni Şafak, provládní noviny, uvedly titulek: „Daron Acemoğlu, jeden z nových ekonomických poradců CHP, nedokázal vyřešit arménskou ekonomickou krizi.“

### Arménie
Po arménské revoluci v roce 2018 opoziční vůdce a pozdější premiér Nikol Pašinjan na své facebookové stránce napsal, že mu Acemoglu řekl, že je připraven pomoci Arménii „obnovit a rozvíjet“ její ekonomiku. Pašinjan a Acemoglu mluvili přes internet v červnu 2018. Acemoglu se v červenci 2019 v Bostonu setkal s místopředsedou vlády Tigranem Avinjanem.

## Vybraná bibliografie
- ACEMOGLU, Daron; ROBINSON, James A. Economic Origins of Dictatorship and Democracy. [s.l.]: Cambridge University Press, 2006. ISBN 9780521855266.
- ACEMOGLU, Daron. Introduction to Modern Economic Growth. [s.l.]: Princeton University Press, 2008. ISBN 9781400835775.
- ACEMOGLU, Daron; ROBINSON, James A. Why Nations Fail. [s.l.]: Crown Business, 2012. ISBN 978-0307719218.
- ACEMOGLU, Daron; LAIBSON, David; LIST, John. Principles of Economics, Pearson, New York. [s.l.]: [s.n.], 2014.
- ACEMOGLU, Daron; ROBINSON, James A. The Narrow Corridor: States, Societies, and the Fate of Liberty. [s.l.]: Penguin Press, 2019. Dostupné online. ISBN 978-0735224384. Popis, náhled prohledávatelný šipkou a komentáře recenzentů (dole).
- ACEMOGLU, Daron; JOHNSON, Simon. Power and Progress: Our Thousand-Year Struggle Over Technology and Prosperity. New York: PublicAffairs, 2023.